# 古来
古来是一个位于马来西亚柔佛州古來縣的城鎮及縣府，距離新山15公里、士姑来5公里，人口為234,532人。古来是1950年柔州第一个举行地方选举的城镇。士乃国际机场坐落于臨近的士乃。

## 地名
於1920年代，古來原名為"龜來"。因為每當雨季來臨時，古來河的兩岸肯定會被洪水淹沒，因此許多水龜將出現在河岸上並向市區的方向移動。洪水事件之後，海南社區便開始稱這裡為龜來。由於"龜來"筆劃繁多，所以後來被改為「古來」，並一直沿用到今天。

## 历史

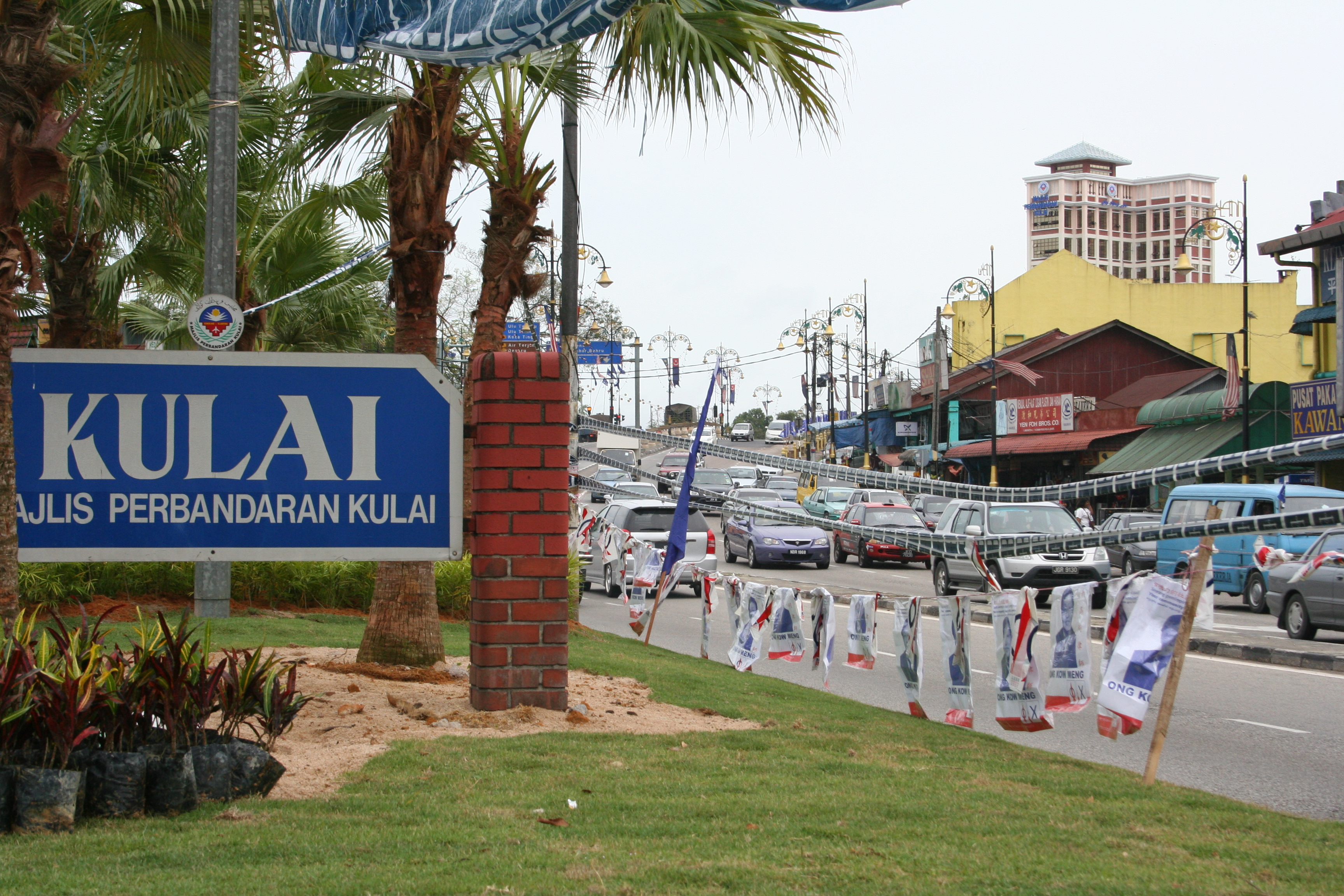
古来市中心

### 十九世纪
1889年，古来仍是一片野生森林，最早探索古来的人是黄国茂，他回到中国后，吸收了许多中国人来进行勘探和建筑工作。

### 二十世纪初期
1902年，华南的陈玉芳到达古来，并探索了古来新城。来自马六甲的符文张也参与了Pekan Baru和Taman Kluang占地4,000英亩的勘探工作。 后来，小屋在一排商店中被重建成十五颗种子。这些商店大多数都变成了咖啡店生意或出售汽油。
1937年，符德辉和符德南建造了十排两层的石制商店（即古来诊所的现址）以及在其前面的一系列商店。在其他建筑中，形成了古来镇。

### 第二次世界大战至1970年代
1941年，在第二次世界大战期间，英国人烧毁了两排商店。日军到达时，他们轰炸并摧毁了古来镇。日本投降后，这些被毁的建筑物被重建成两层的板房。
1947年，古来发生了第二起大火，涉及位于目前马吉利斯·阿玛娜·拉基亚特（MARA）大楼所在地的商店。1950年，古来地方议会（马来语：Majlis Tempatan Kulai）成立，并于1952年成为首个地方选举。随后是1960年的第三场大火，摧毁了位于旧市场区域内的Seng Fat杂货店。十年后的1970年，惹兰帕萨（Jalan Pasar）的七家商店和四所房屋被大火吞噬。于1976年1月1日，古来地方议会便更名为古来县议会，古来市镇为古来县议会的中心。

### 1980年代的大火灾
最严重的火灾发生在1981年7月4日和1981年8月29日的第五次和第六次。火灾中摧毁了一百多座建筑物。在这些大火之后，有21家餐厅和7家橡胶店关门停业。根据风水，这两种类型的业务不适合在那些地区经营。除此之外，每月介于2,000令吉至5,000令吉之间的商铺租金也太高，无法赚取任何利润。
根据风水学的研究，古来是一片繁华的土地。燃烧的建筑物现在被7家银行，8家金店，9家金融公司和大约50家销售汽车的商店所取代。现在，仅留下了古来历史上最古老的餐厅之一，即Yan Yan Loi餐厅。这家商店建于1940年代，曾经是一家曾经是柔佛和新加坡的知名商店。

### 2000年代以后

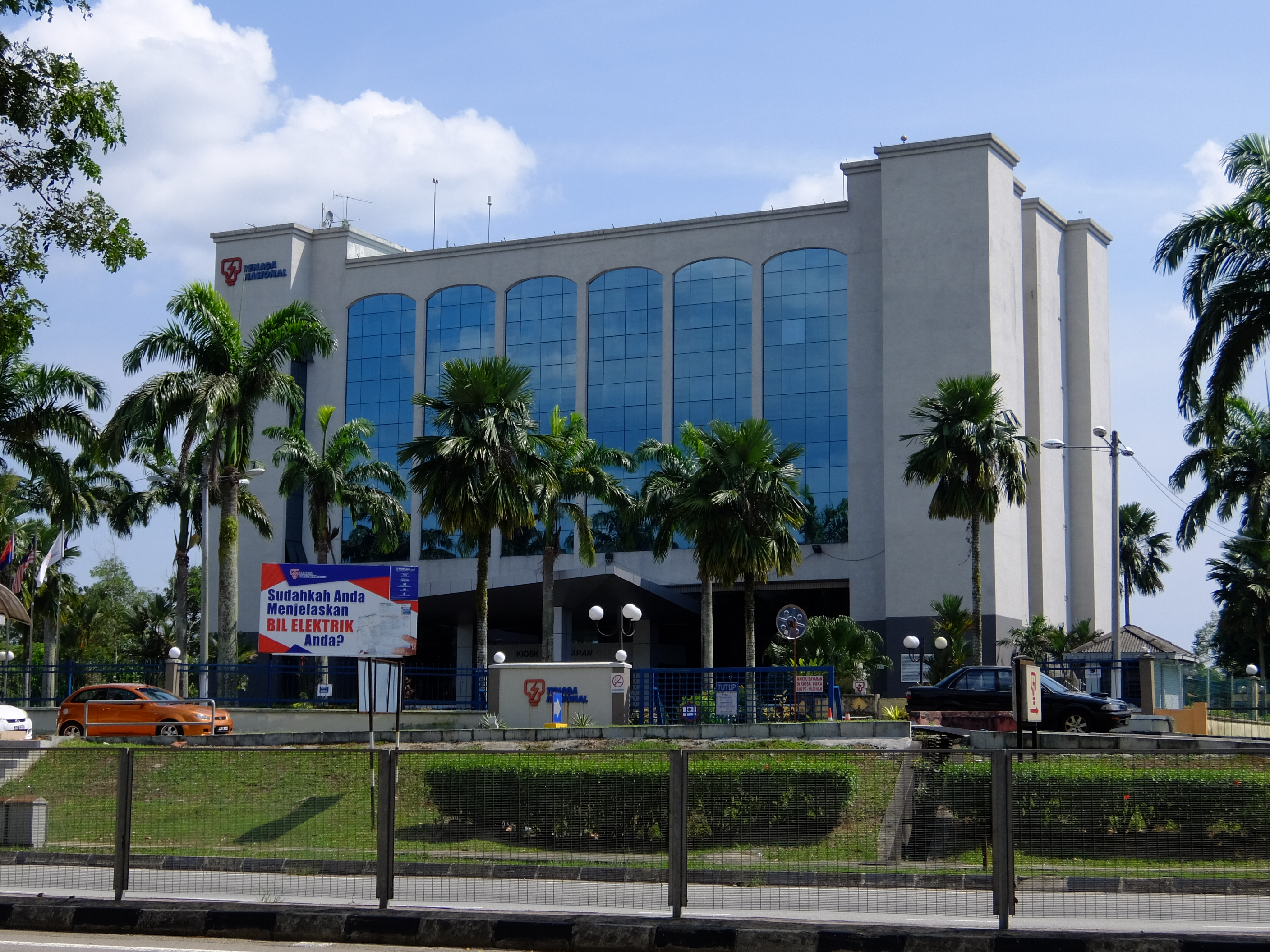
古来马电讯局

自古来大火以来，各个方面，特别是在建设和发展方面，都得到了改善。很快，这个地方变成了一个新的工业场所。这给当地居民带来了很多好处。
很快的古来于2004年升格市议会，并在2008年从新山县分割出来，正式成为县城，并命名为古来再也县，古来市镇成为古来县县城。苏丹于2014年重命名为古来县。
2012年，苏丹规划依斯干达经济特区，并把古来与士乃并入特区。

## 地理

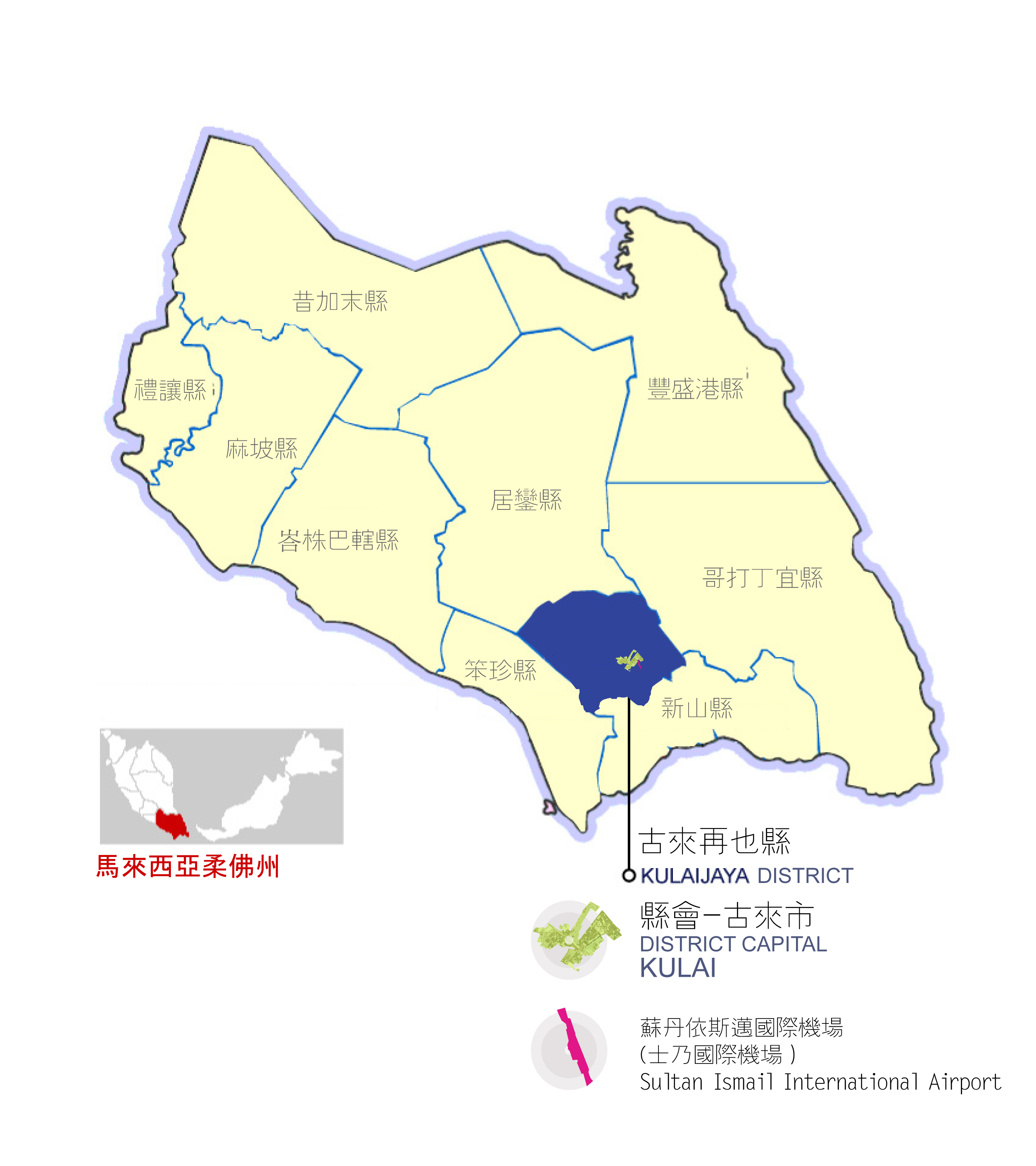
古来市镇在柔佛州的位置

古来距离新山市29公里，距离士姑来8公里。古来和该地区的其他城镇都位于连接吉隆坡和新山的联邦大道上。联邦大道1号路旁林立着许多零售商店。乡镇内还有许多居住区。该镇被橡胶和油棕庄园所包围。

### 气候
古来位于赤道，属于热带雨林气候，全年都有大量降雨。
| 古来                   | 古来        | 古来        | 古来        | 古来        | 古来        | 古来        | 古来        | 古来        | 古来        | 古来        | 古来        | 古来        | 古来          |
| 月份                   | 1月         | 2月         | 3月         | 4月         | 5月         | 6月         | 7月         | 8月         | 9月         | 10月        | 11月        | 12月        | 全年          |
| ---------------------- | ----------- | ----------- | ----------- | ----------- | ----------- | ----------- | ----------- | ----------- | ----------- | ----------- | ----------- | ----------- | ------------- |
| 平均高温 °C（°F）      | 31.1 (88.0) | 31.5 (88.7) | 31.8 (89.2) | 31.8 (89.2) | 31.8 (89.2) | 31.9 (89.4) | 31.6 (88.9) | 31.6 (88.9) | 31.5 (88.7) | 31.4 (88.5) | 31.3 (88.3) | 31.1 (88.0) | 31.5 (88.8)   |
| 日均气温 °C（°F）      | 26.3 (79.3) | 26.8 (80.2) | 27.1 (80.8) | 27.1 (80.8) | 27.1 (80.8) | 27.2 (81.0) | 26.9 (80.4) | 26.9 (80.4) | 26.8 (80.2) | 26.7 (80.1) | 26.7 (80.1) | 26.6 (79.9) | 26.9 (80.3)   |
| 平均低温 °C（°F）      | 21.6 (70.9) | 22.1 (71.8) | 22.4 (72.3) | 22.5 (72.5) | 22.5 (72.5) | 22.5 (72.5) | 22.3 (72.1) | 22.3 (72.1) | 22.2 (72.0) | 22.1 (71.8) | 22.2 (72.0) | 22.1 (71.8) | 22.2 (72.0)   |
| 平均降雨量 mm（）      | 252 (9.9)   | 189 (7.4)   | 246 (9.7)   | 260 (10.2)  | 241 (9.5)   | 170 (6.7)   | 173 (6.8)   | 228 (9.0)   | 218 (8.6)   | 246 (9.7)   | 273 (10.7)  | 289 (11.4)  | 2,785 (109.6) |
| 来源：Climate-Data.org |             |             |             |             |             |             |             |             |             |             |             |             |               |

## 经济

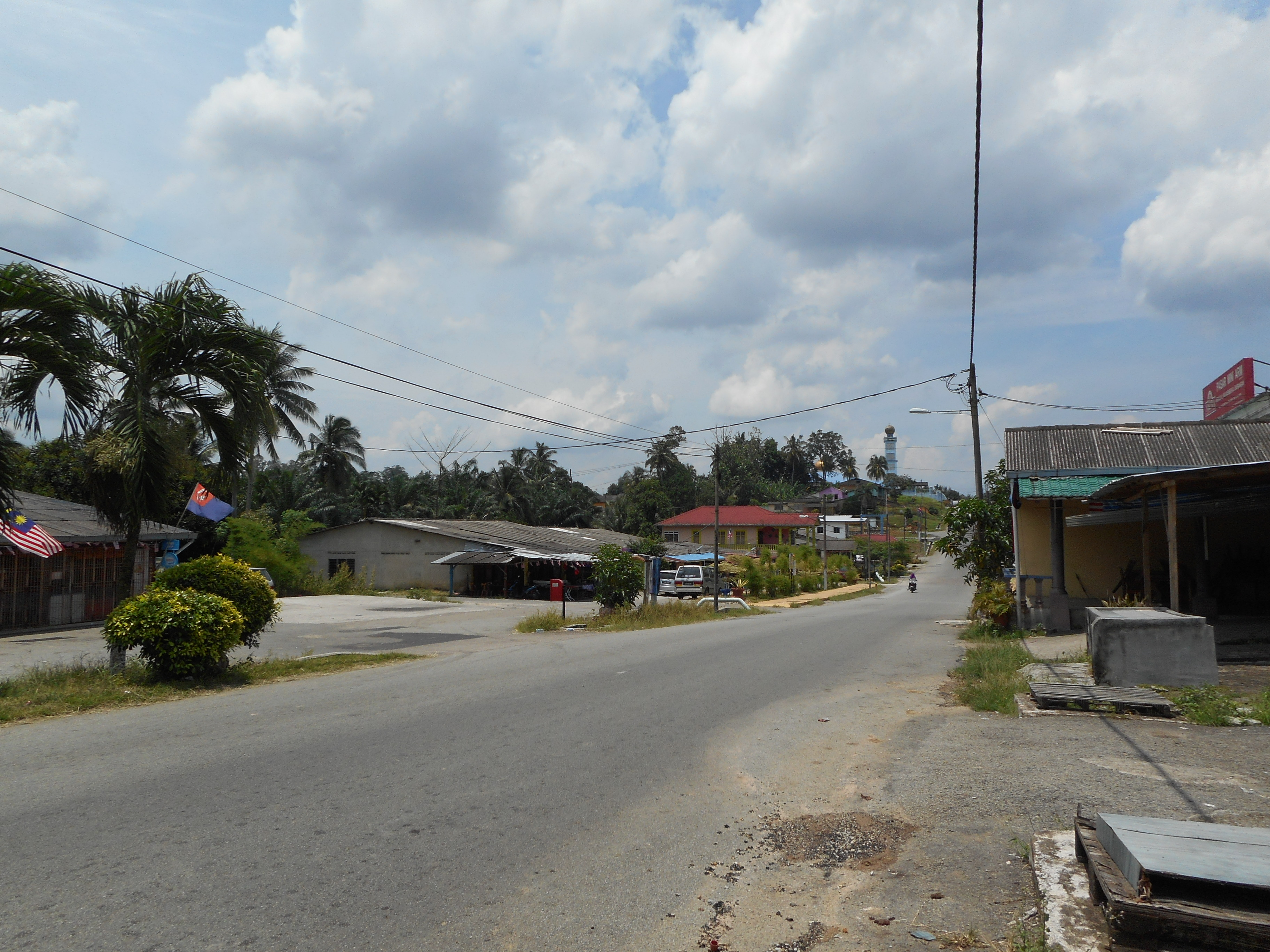
古来FELDA Tiab Andak

当地人大多从事农业部门，尤其是镇周围的油棕和橡胶庄园。许多人在主干道旁的小型零售商店工作。古来是马来西亚第二任首相敦阿都拉萨发起的联邦土地发展局（FELDA）油棕种植园的第一个定居点-FELDA Taib Andak。由于拥有众多的油棕种植园，古来仍然是马来西亚棕榈油的主要生产重镇之一。古来每天还向新加坡出口新鲜蔬菜。

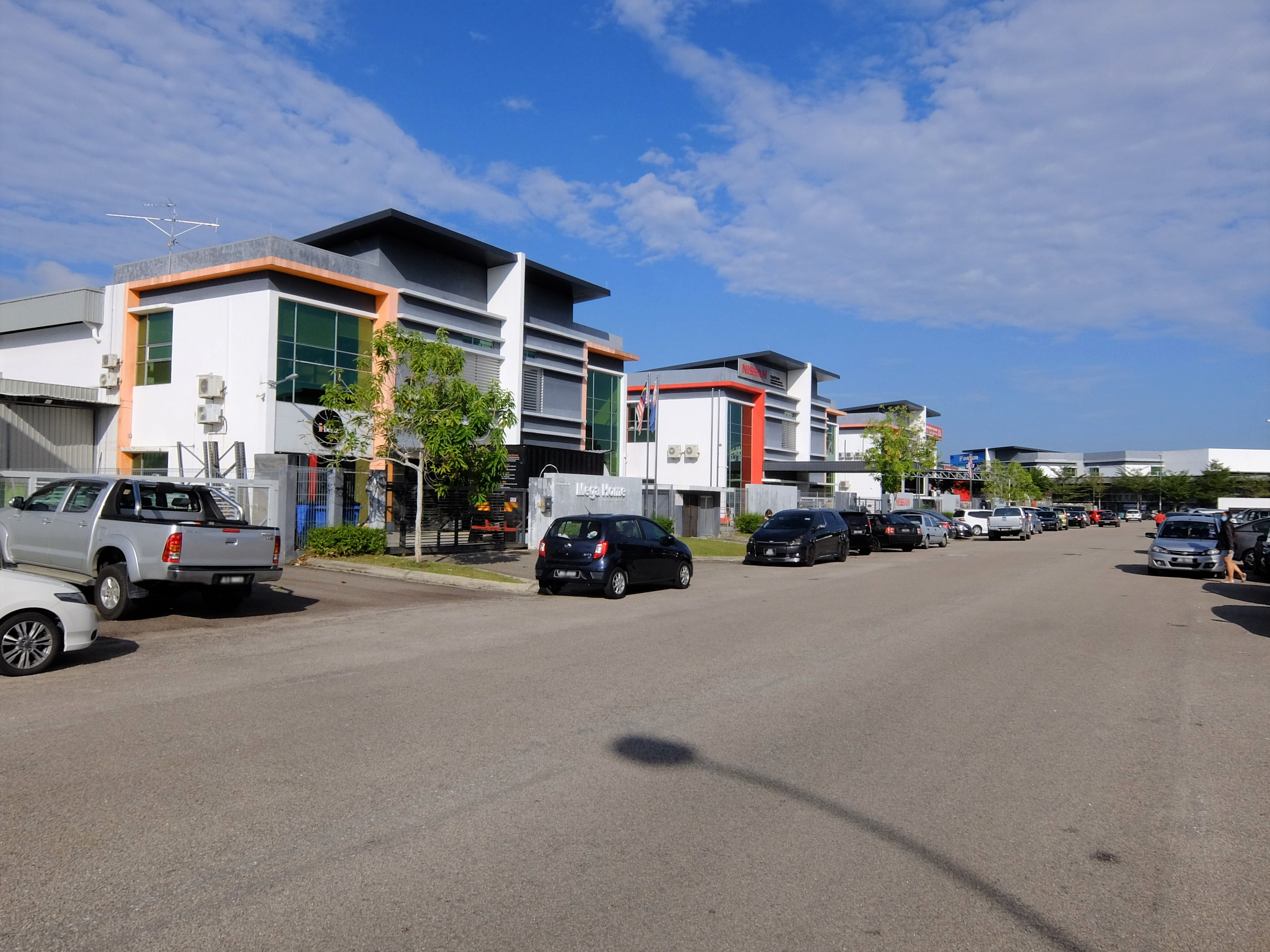
古来SME工业园

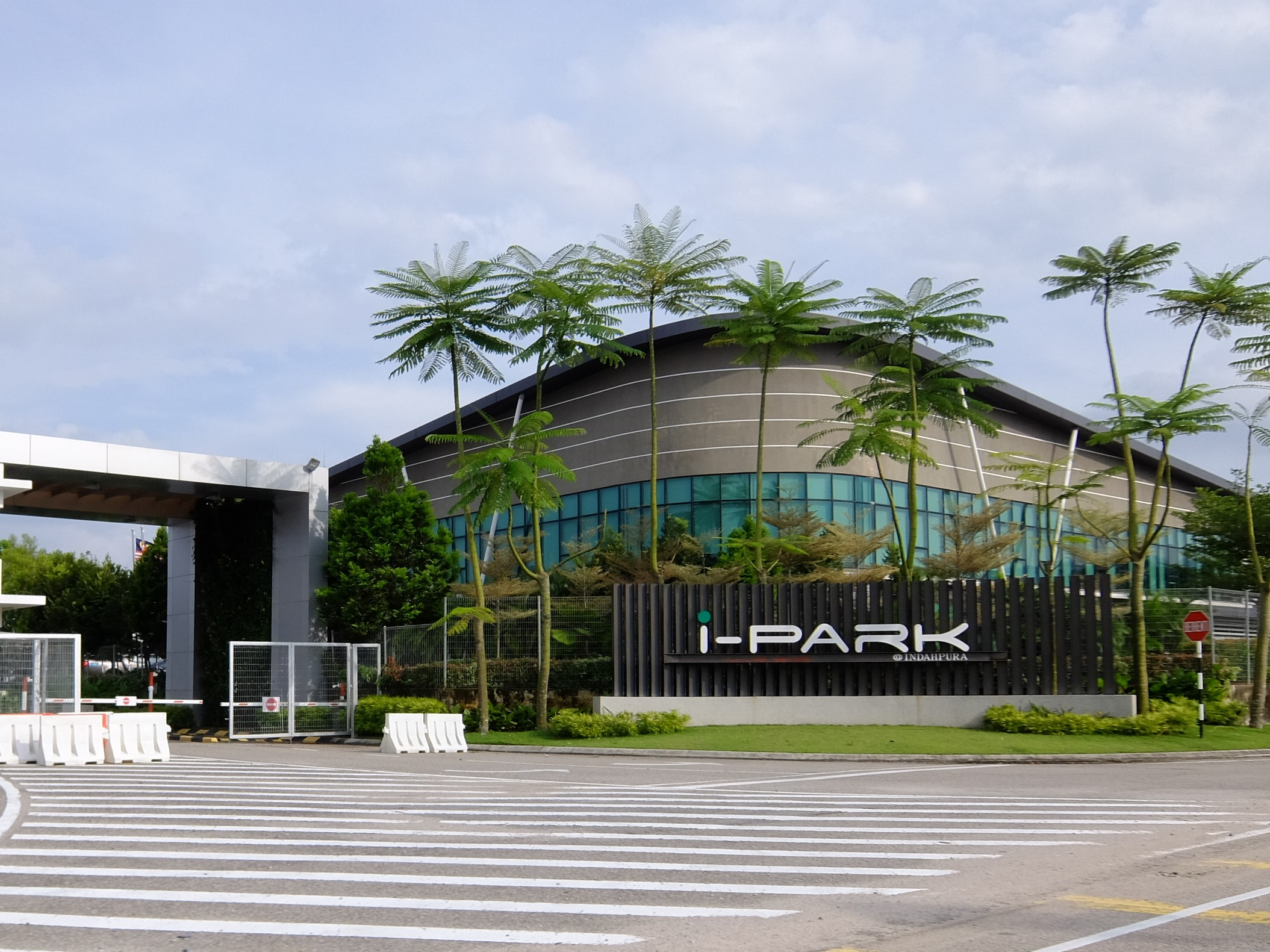
古来优美城I-Park

古来和士乃都建立了许多工厂，古来的经济得到了改善。有一些上市公司在古来设有办事处和工厂，例如位于亚依淡路的23哩的宜来工业有限公司；位于亚依淡路的24哩的 SCGM 公司和位于古来的26哩加拉巴沙威的 JCY 国际公司。

## 社会

### 行政区域

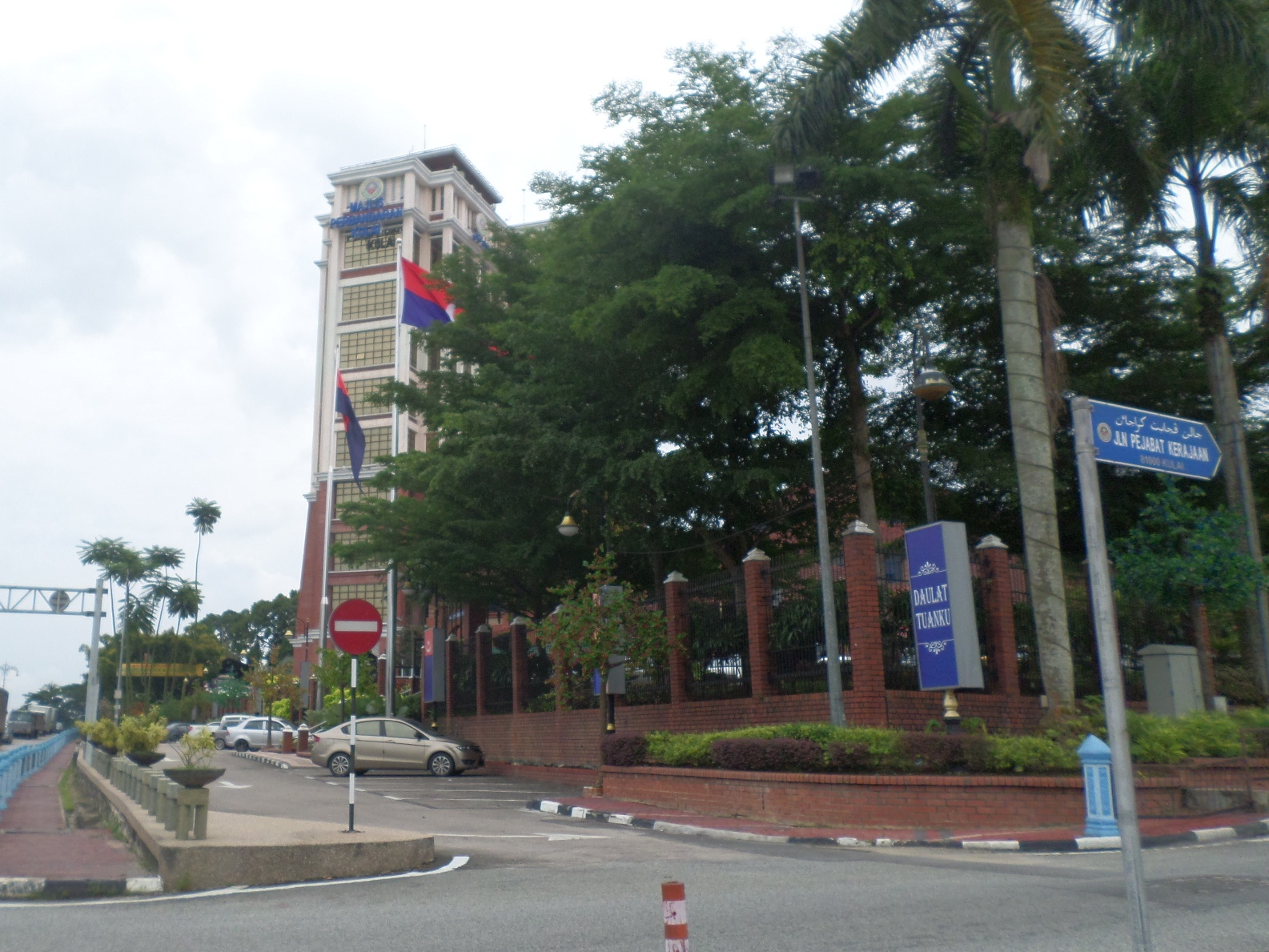
古来市议会

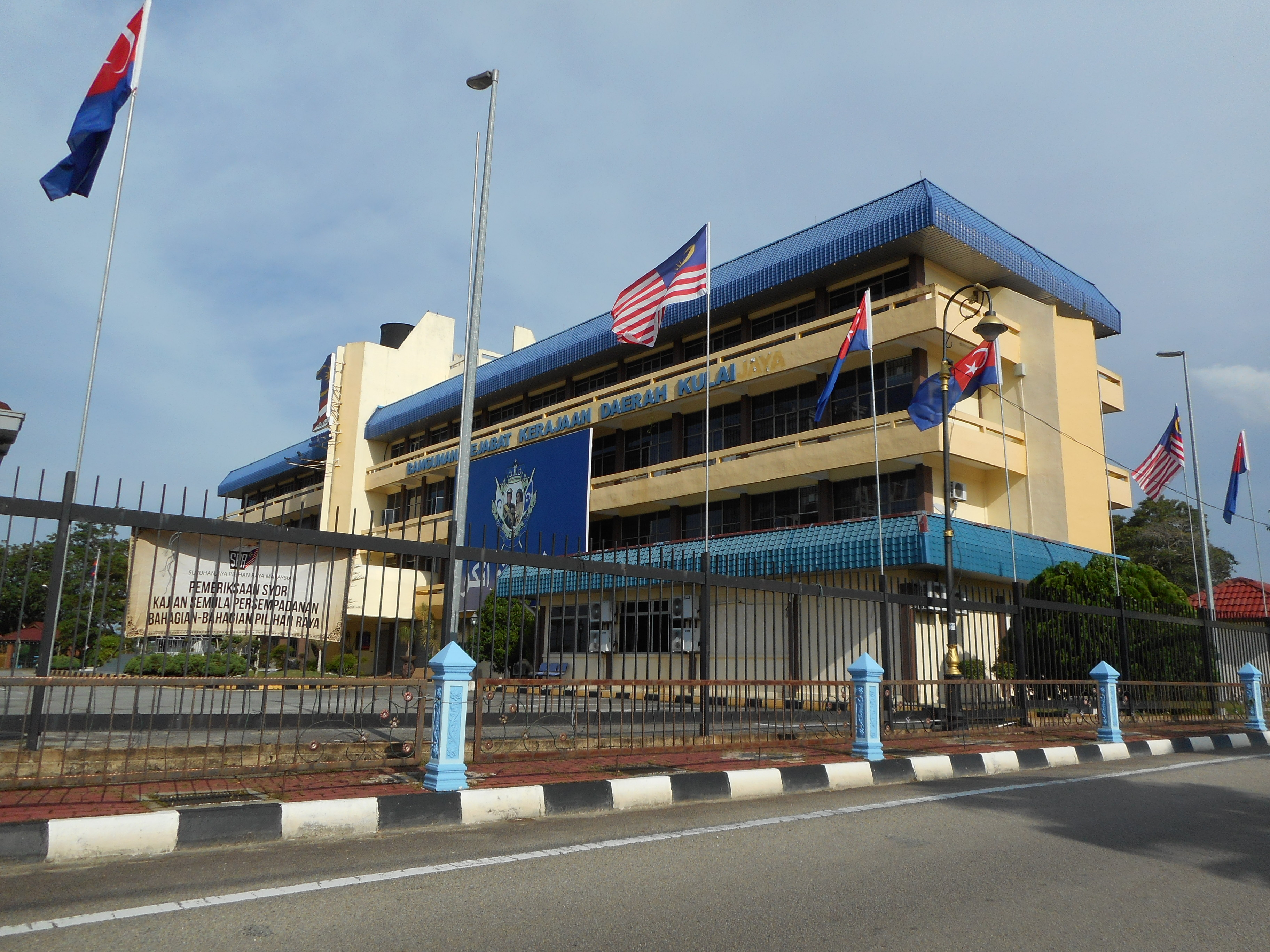
古来县土地局

1950年，古来地方议会（马来语：Majlis Tempatan Kulai）成立。但于1976年1月1日，古来地方议会便更名为古来县议会，由9个地方议会，即古来、士乃、加拉巴沙威、泗隆、沙令、古来太子城、优美城、新港、亚逸文满、士年纳和武吉峇都所组成的。古来市镇为古来县议会的中心。很快的古来于2004年升格市议会，并在2008年从新山县分割出来，正式成为县城，并命名为古来再也县，古来市镇成为古来县县城。

### 行政
古来市议会坐落于Jalan Pejabat Kerajaan，旗下拥有10油棕种植园。此外，古来县的联邦土地发展局（FELDA）则坐落于Persiaran Indahpura 6。
- Felda Taib Andak
- Felda Bukit Batu
- Felda Inas
- Felda Bukit Permai
- Felda Bukit ramun
- Felda Pasir Raja
- Felda Bukit Besar
- Felda Sungai Sayong
- Felda Sibol
- Felda Pengeli Timur

### 人口
华人是古来主要的族群，占了60%的人口，而其次为马来人30%和印度人10%以下。华人从事商业和生意，而马来人从事农业和在政府部门工作，印度人在工厂或开创店面。

古来客家公会

古来华人社区主要是以客家人的方言群居多，其次分别为福建人和广东人方言群。

## 交通

### 公路

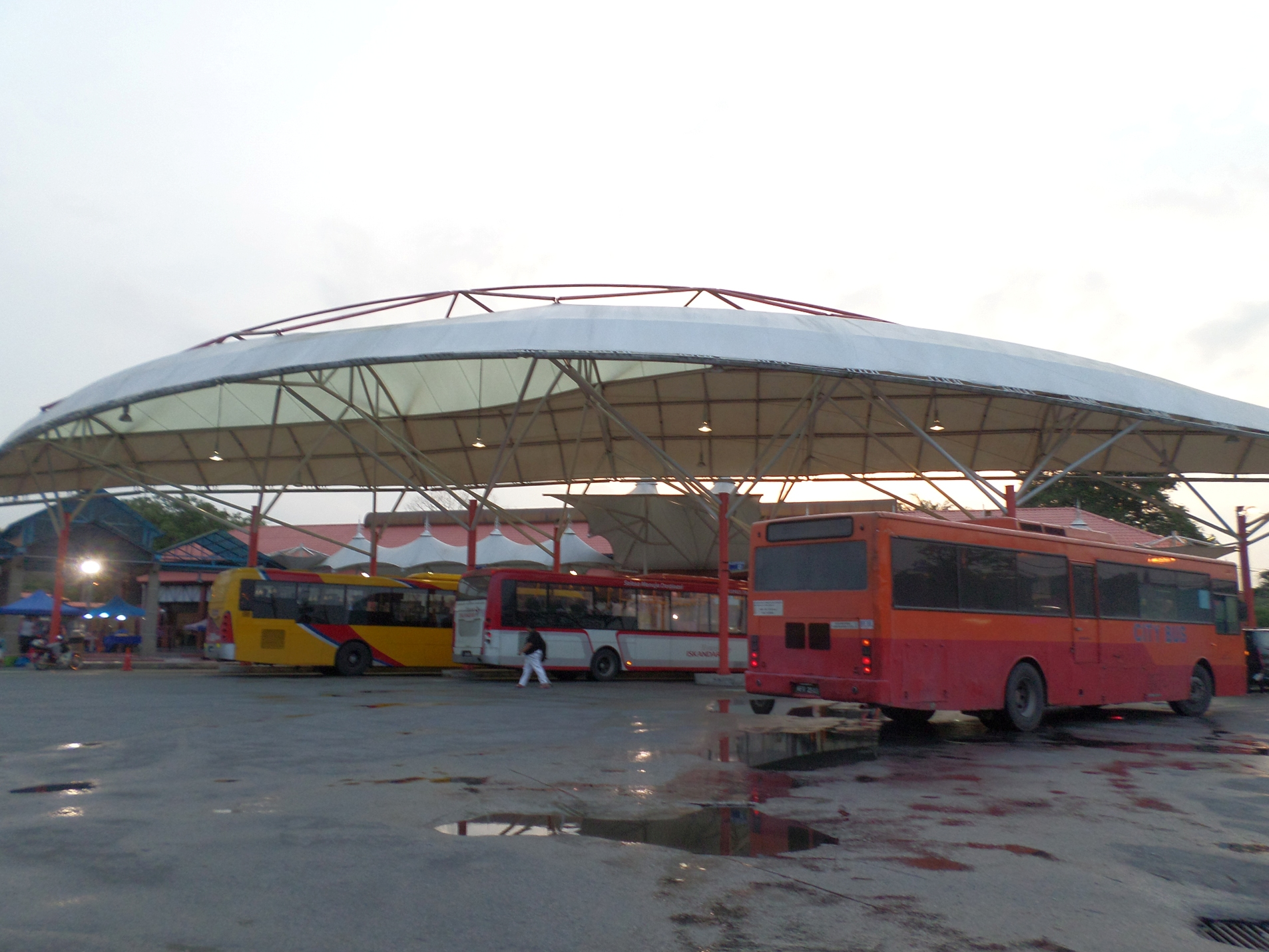
古來车站

古来主要道路分别为联邦大道和南北大道。在1970年代时古来曾是新山至吉隆坡的重要中转站，直到南北大道于1994年竣工，绕过了古来镇。现在的联邦大道标识为马来西亚的第一道路。古来县于2008年是被苏丹御准新山县分割出来的内陆县，是柔佛州唯三的内陆县，另外分别与居銮县与昔加末县，因此道路是古来县的主要的连接。

### 铁路
于英属马来亚时期，于1890年代在古来建造铁路为了运输原料，于是在古来建设了铁路，作为原料的运输站。1970年代的古来火车站演变成了运输材料和运载乘客的主要交通。现在的古来火车站位于联邦大道附近，由马来亚铁道公司管辖。古来火车站本身也有为金马士站-新山站穿梭列车服务。政府于2018年马来亚铁道公司在柔佛段的火车轨道维修与电器化，古来火车站旧址结束了100余年的服务，正式进入历史。古来火车站新址亦是建设位于联邦大道旁，并搬迁到康城购物商场（Mydin）对面，已在2025年3月12日正式启用与通车。

### 航空

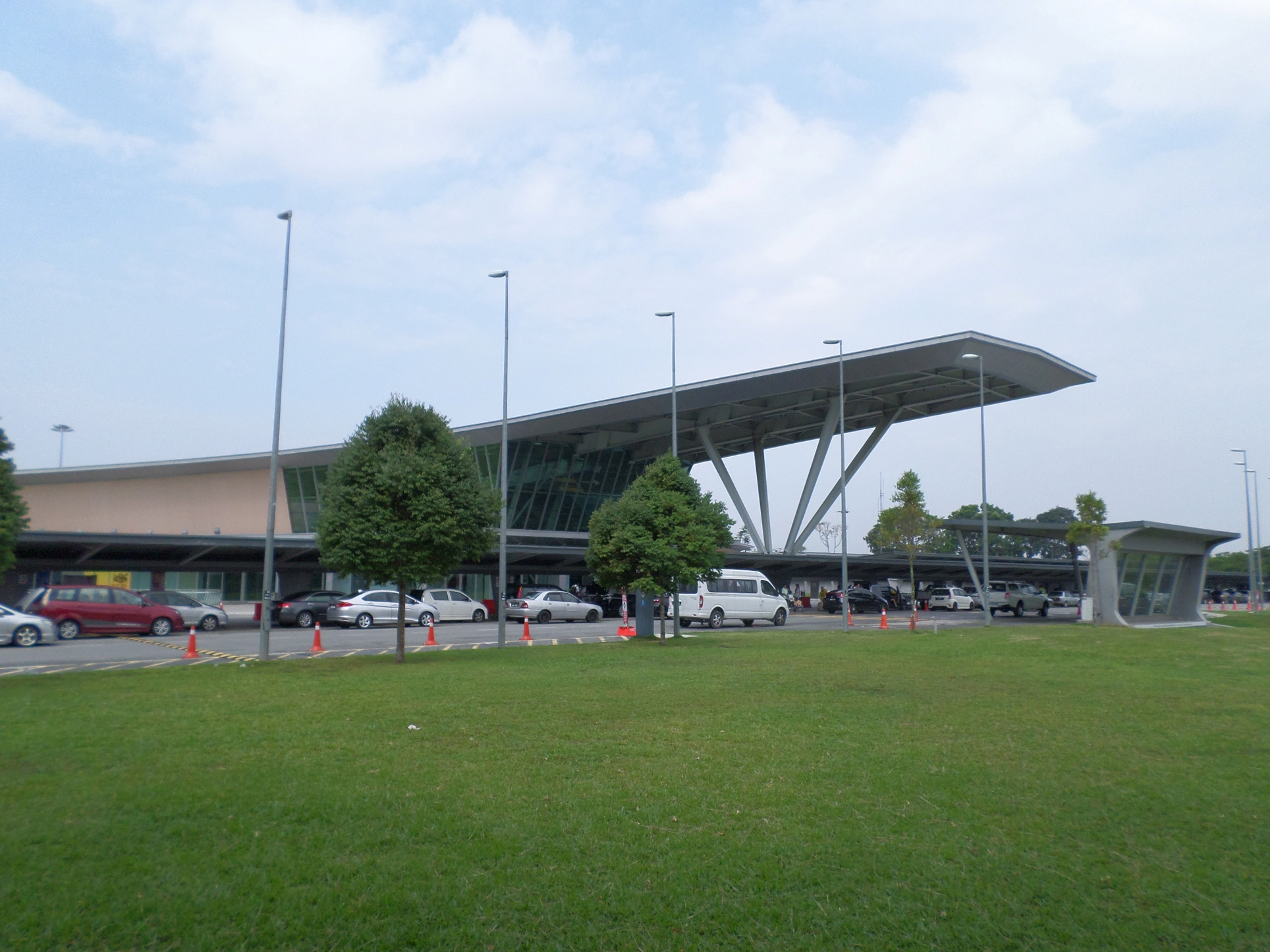
士乃国际机场

位于古来的士乃国际机场于1974年在距离古来15分钟车程的士乃竣工，是柔佛州唯一的国际机场，也在古来市议会的管辖范围内。

## 设施

### 银行
- 马来亚银行 Maybank Berhad, No. 193, 194, 195 & 196,Jalan Kenanga 29/4,Indahpura, 81000 Kulai , Johor
- 大马银行 AmBank,  NO. 34 & 35, Lorong 2, Taman Kulai, 81000 Kulai, Johor Darul Ta'zim
- 马来西亚人民银行 Bank Kerjasama Rakyat Malaysia Bhd,No. 4, Jalan Anggerik 1, Taman Kulai Utama, 81000 Kulai
- 马来西亚农业银行 Bank Pertanian Malaysia (ARGO Bank）,No 23 , Jalan Sri Putra 1, Bandar Putra Kulai, 81000 Kulai, Johor Darul Ta'zim
- 联昌银行 Bumiputra-Commerce Bank Bhd（CIMB Bank）,38, Jalan Kenanga 29/3, Bandar Indahpura, 81000 Kulai, Johor Darul Ta'zim
- 大华银行 United Overseas Bank（UOB Bank），245, Jalan Kiambang 10, Vervocity, Indahpura, 81000 Kulai, Johor Darul Ta'zim
- 丰隆银行 Hong Leong Bank Bhd,No. 6, Jalan Anggerik 1, Taman Kulai Utama, 81000 Kulai
- 大众银行 Public Bank Bhd,42-2, Jalan Susur Kulai 2, Taman Kulai Kulai Besar, 81000 Kulai
- 兴业银行 RHB Bank Bhd,No. 4, Jalan Susur Kulai 1, Taman Seraya, 81000 Kulai

## 旅游

### 自然
- 埔来山（Gunung Pulai）

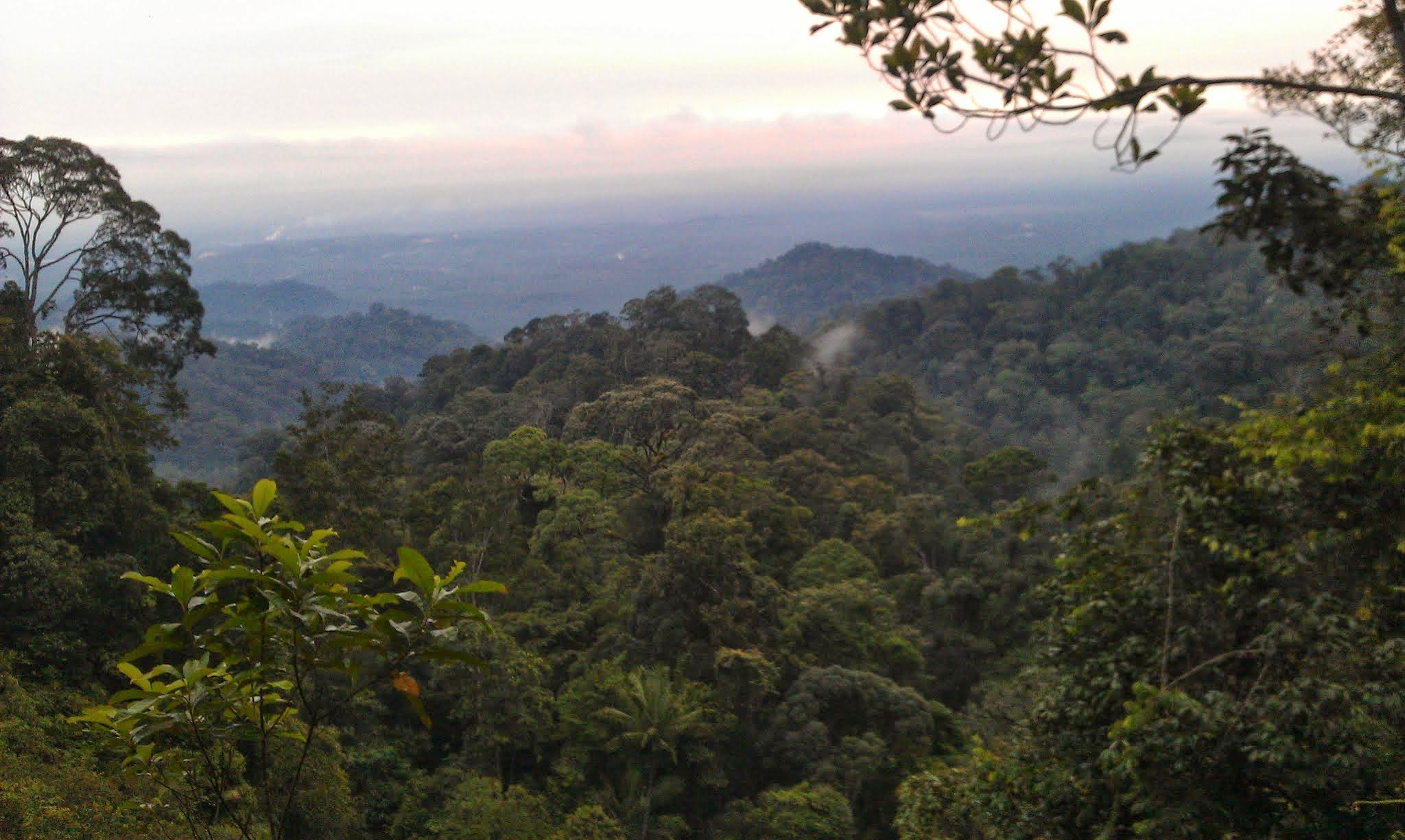
埔来山俯瞰古来

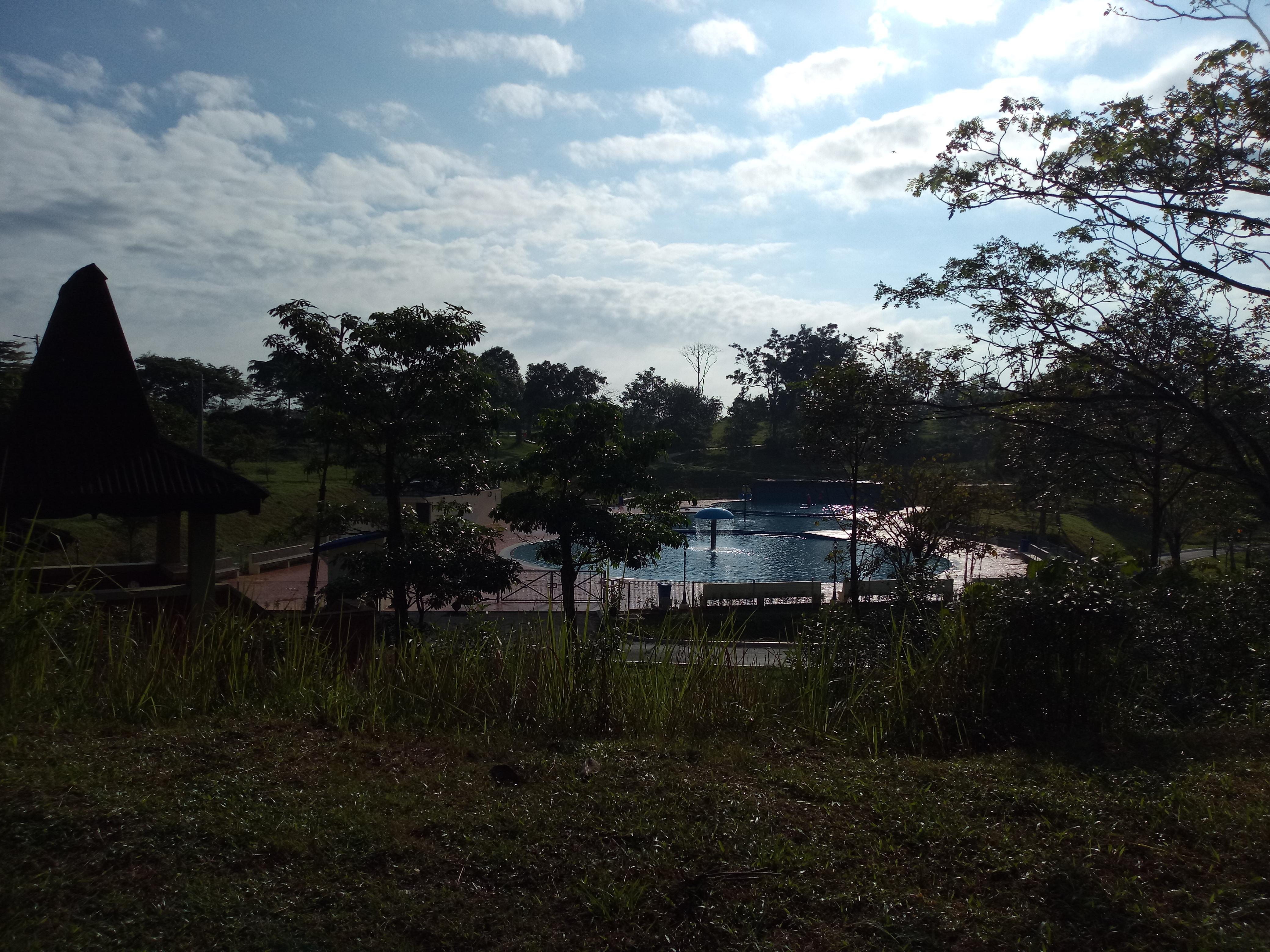
古来森林公园

埔来山，高约654m，是古来及笨珍县一带居民及游客休闲胜地。另有景点的埔来山瀑布及埔来山休闲公园。
- 蓝湖（Tasik Biru）

蓝湖位于江加蒲莱矿湖，由于常年累计形成蓝湖。由于湖面清澈如云，因此得名。蓝湖自从2018年成为许多游客向往的旅游景点。

### 文化建设
- 普陀村（Putuo Village）

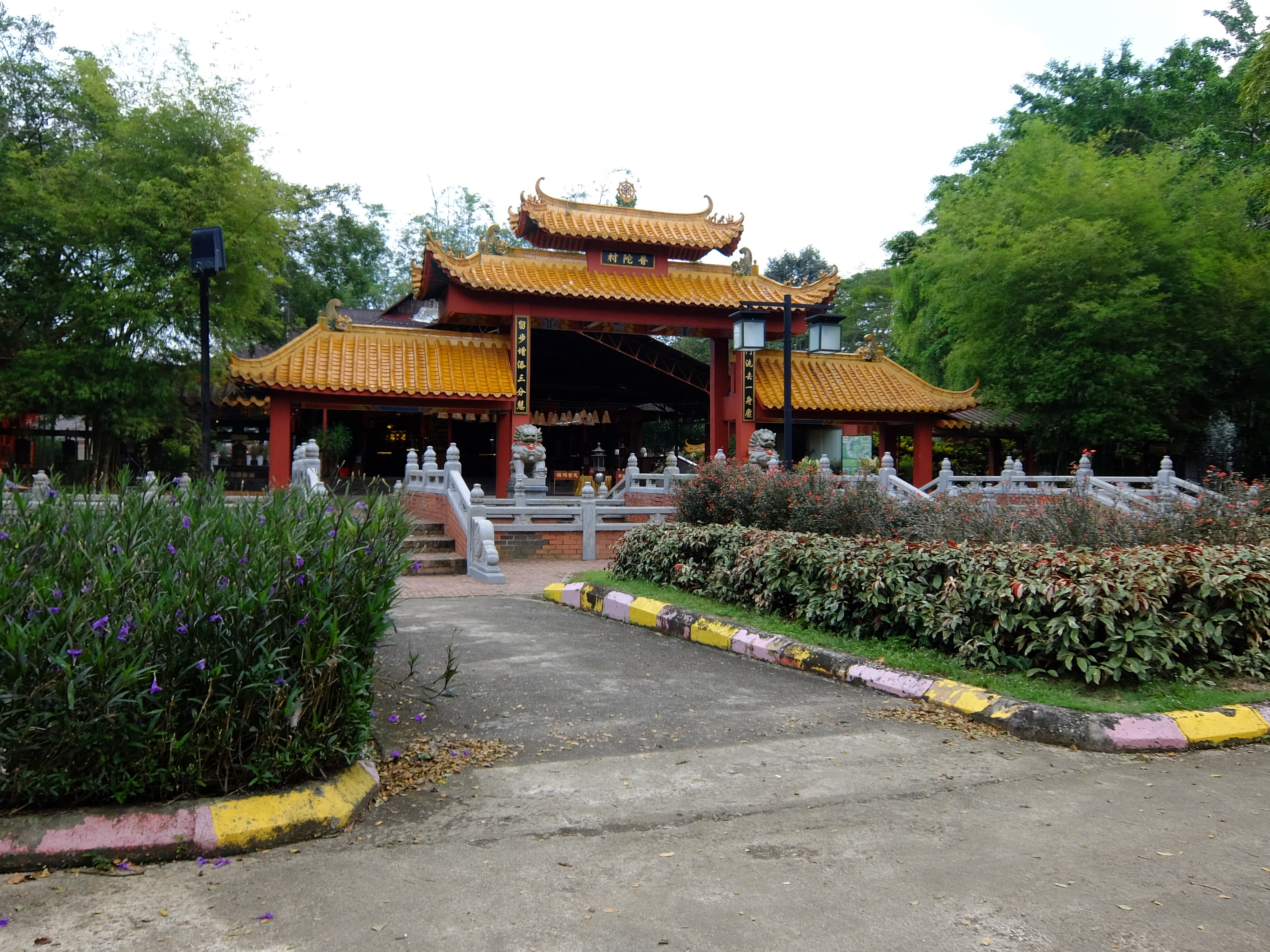
普陀村

普陀村位于古来美华路的一片竹林里，村里许多寺庙和步行街，是与家人拜拜与散步的好去处。此外，庙内拥有东南亚最高耸的准提观音菩萨；庙外走廊拥有最著名的西藏转经轮，仿佛身在拉萨，是的打卡的好去处。其他打卡地点有竹园、彩虹步道、咖啡厅、秋叶园等等。
- 万仙庙（Wan Xian Miao Temple）

万仙庙成立于1913年的庙宇，是古来数为不多的百年古庙，供居民拜拜。这古色古香的古庙成为了当地居民的好去处。此外，古来火车站新址位于古庙对面，于2022年末通车，并带动访客来到万仙庙旅游，因此古庙成为当地新的著名地标。
- 沙威艺起来壁画街（Jalan Kelapa Swit）

沙威艺起来壁画街位于古来的郊区加拉巴沙威新村，在大街上能看到各式各样并以客家文化的壁画为主题。此外，壁画街的“姐弟共骑”壁画是继槟城后的第二个壁画，供居民拍照和打卡。
- 花果山（Hua Guo Shan Temple）

花果山位于古来的郊区士年纳新村的路口，是一座已成立30余年的寺庙，供居民和旅客拜拜。此外，该寺庙也有一座很多乌龟池塘，供居民放生。这里还能见到许多的猴子像旅客讨食物。

### 休闲

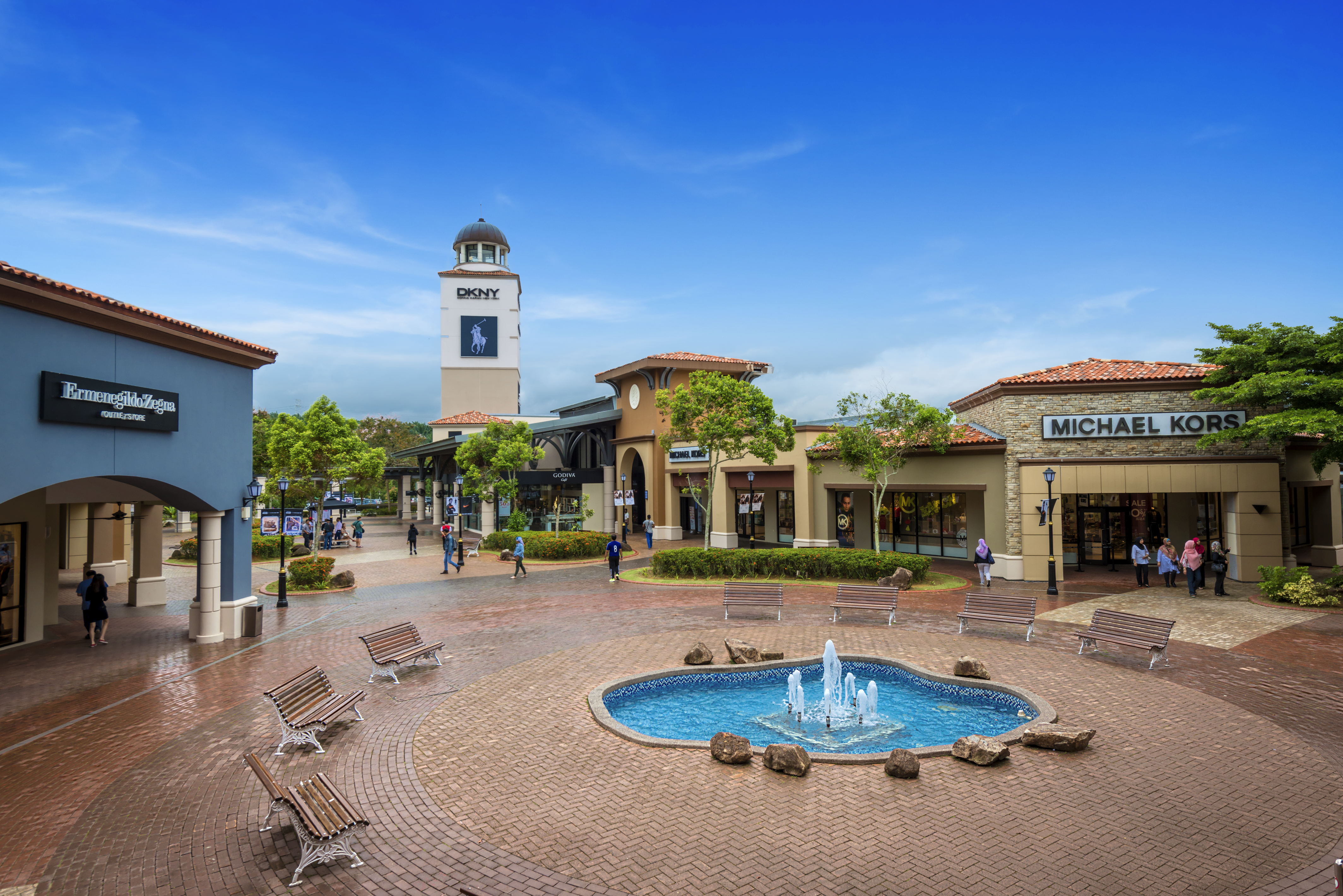
柔佛名牌城

- 柔佛名牌城（Johor Premium Outlets）

位于古来优美城，是全球名牌折扣購物中心的第70家分店，是东南亚也是马来西亚第一家分店。柔佛名牌城包含了许多知名品牌，如阿迪达斯、耐克和彪马等品牌，并以平民价格受到了当地居民和新加坡旅客的喜爱。

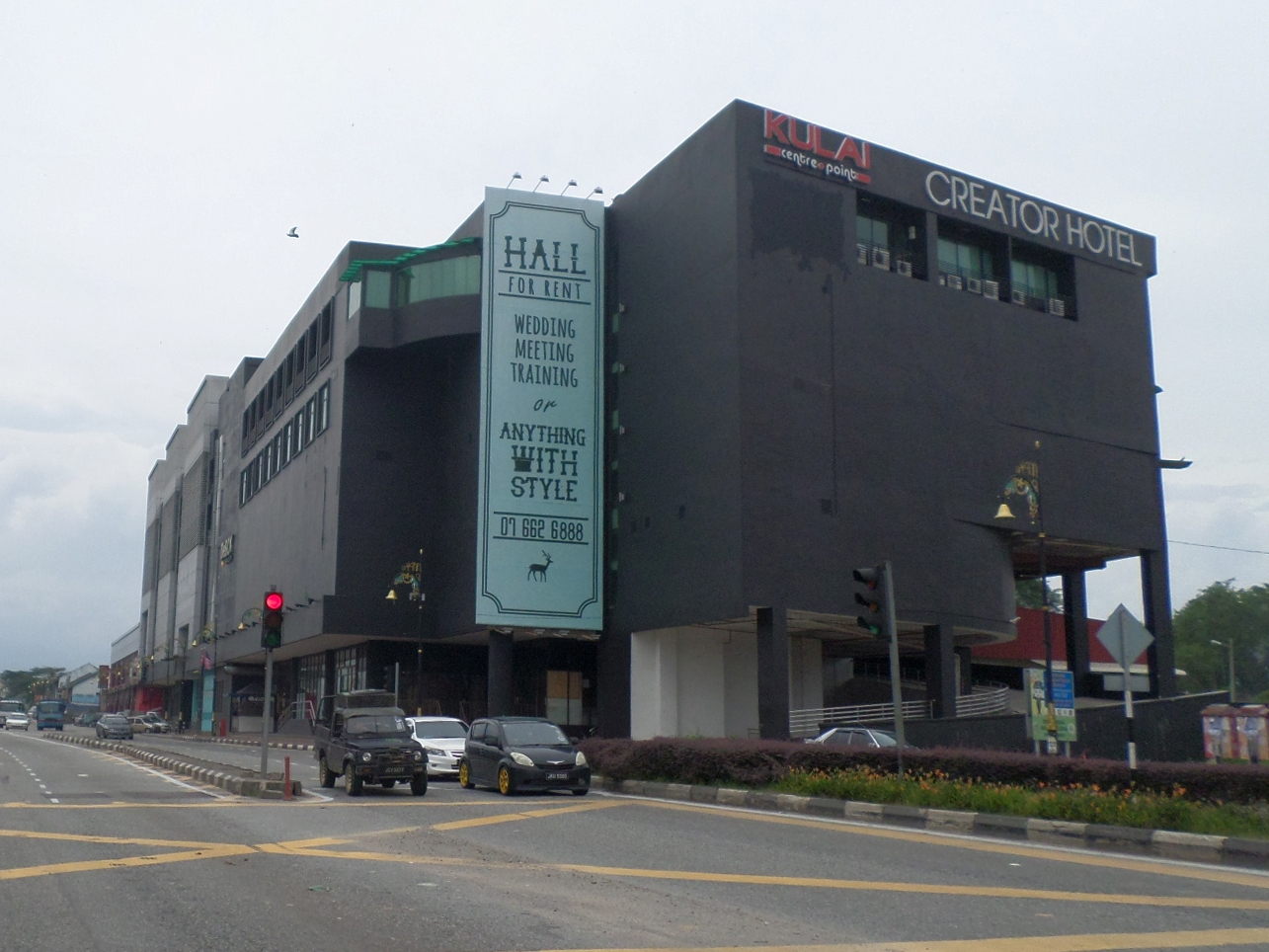
古来综合广场

- 古来综合广场（Kulai Center Point）

- 沙令佳市场（TJ Mart Saleng）

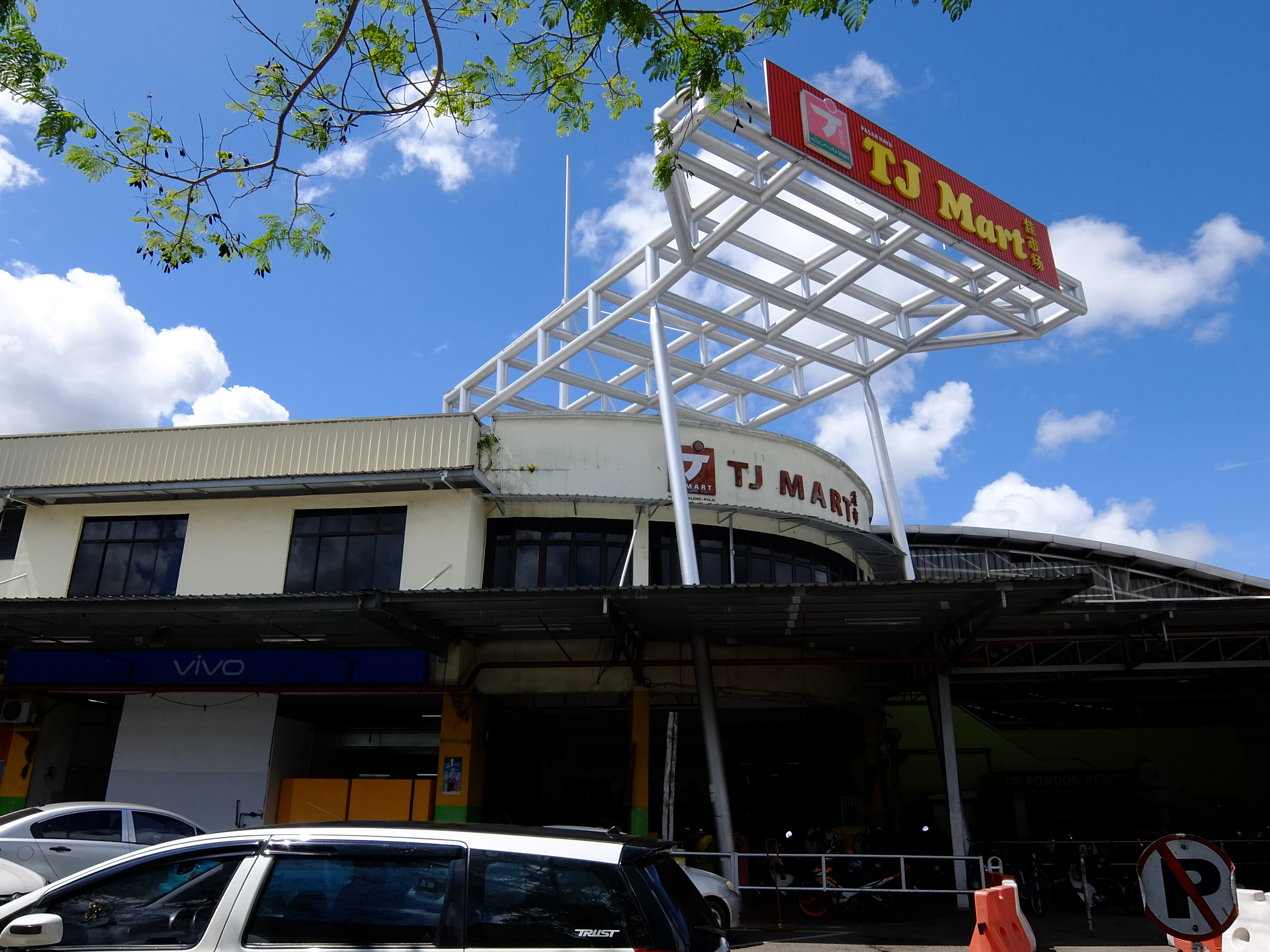
沙令佳市场

古来IOI商场

- 古来IOI商场（IOI Mall Kulai）

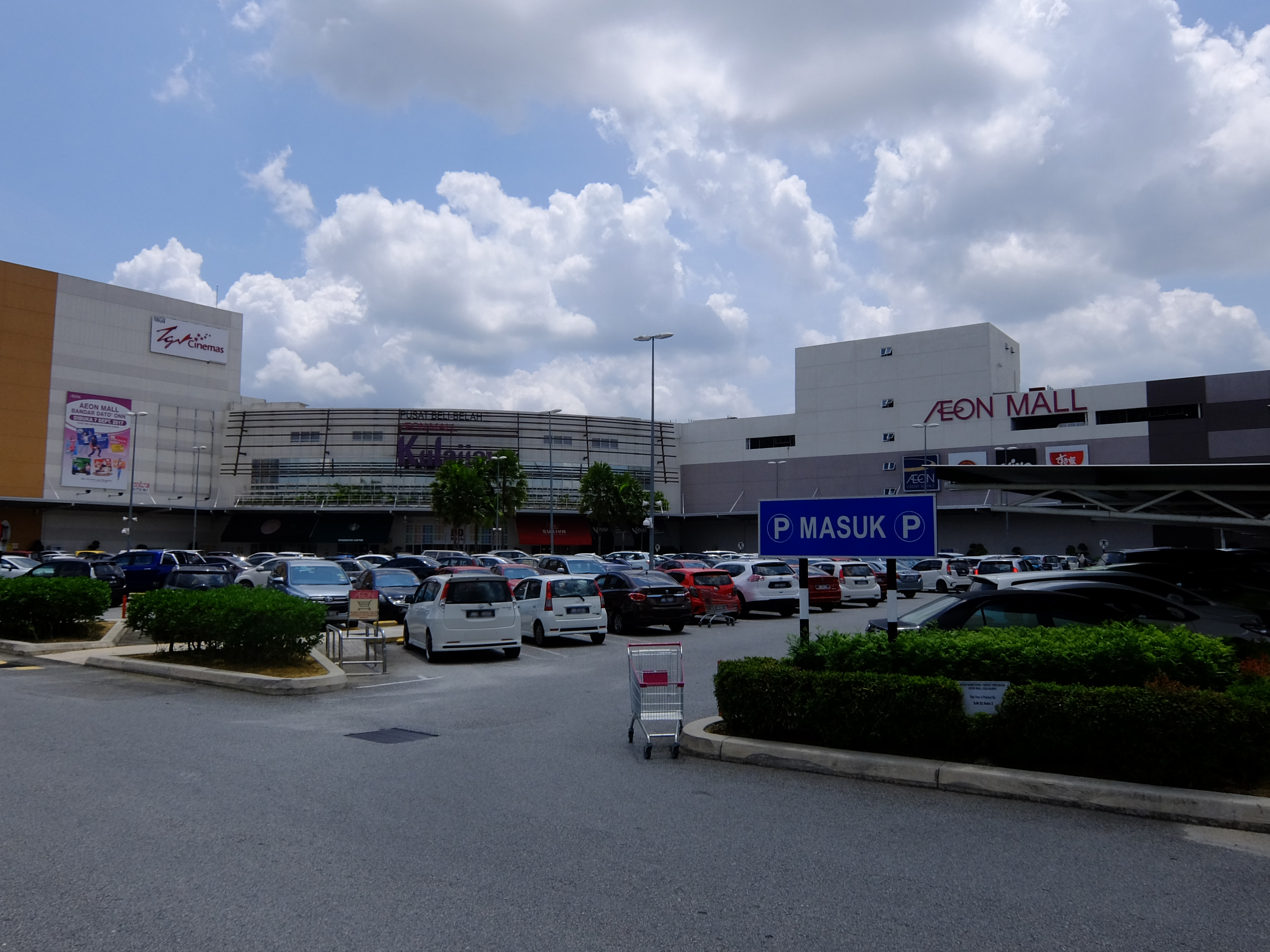
古来永旺商场

- 古来永旺商场（AEON Kulaijaya）
- 古来莲花（Lotus's Kulai）
- 古来MYDIN商场（MYDIN Kulai）
- 古来宜康省（Econsave Kulai）
- 聚乐生活广场 （The Commune｜2024年9月10日开张）

## 文化
古来的华人社区主要使用客家话方言进行交流。有很多华人庙宇可以满足当地华人社区的宗教需求，例如万仙庙（成立于1913年）、古来新港洪仙大帝古廟（成立于1891年）、古来云山宫（建于1933年）和其他一些寺庙。华国山寺等著名寺庙

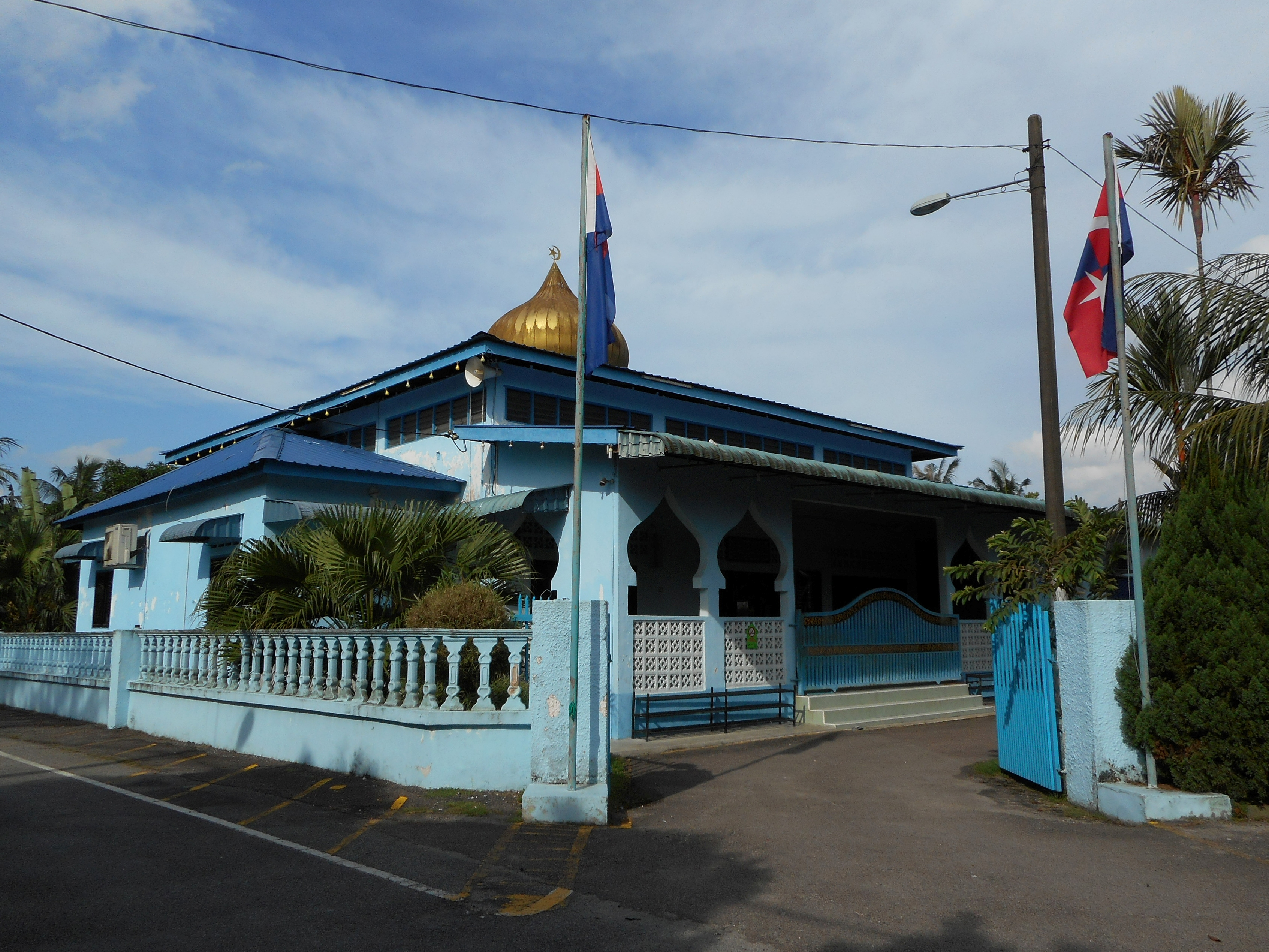
古来占美清真寺

古来也有几座教堂，包括长老会（SYNOD），基督国王天主教堂，浸信会教堂，卫理公会和其他教派的教堂。占美清真寺位于古来镇，可满足穆斯林社区的需求。

## 教育

古來寬中分校

古来居住着许多华人，因此古来的教育设施准备的很齐全。古来县拥有13间华小和一间独中，古来市镇占了6间华小。

### 华文小学
- 古来华小一校（SJK(C)Kulai 1）
- 古来华小二校（SJK(C)Kulai 2）
- 大古来华小（SJK(C)Kulai Besar）
- 辅莱华小（SJK(C)Pulai）
- 士乃华小（SJK(C)Senai）
- 新港华小（SJK(C)Sengkang）
- 沙令华小（SJK（C）Saleng）
- 培正华小（SJK（C）PeiCheng）
- 士年纳华小（SJK（C）Sedenak）
- 四维华小 (SJK (C) Sawit)
- 泗隆华小 （SJK (C) Seelong)
- 文化华小（SJK(C)Woon Hwa )

### 独立中学
宽柔中学于1913年建校，由黄羲初、骆雨生、郑亚吉和陈迎祥创办。是中国大陆及台湾以外全世界最大型的独立中学，在马来西亚当地被称为“华人文化堡垒”。是一所民办学府，由马来西亚华社所创办。教育经费是由各个阶层的华裔所捐助及学费所得。是马来西亚华裔最值得骄傲的成就。它让华裔有机会接受从小学到中学的完整华文教育。并于1999年获准建分校，2005年分校正式启用，称古来宽柔分校，占地30英亩，遵循宽柔中学办学方针，注重成人成才教育，实施单班全日制，学生有较长的在校学习时间。兩校區目前大約1萬1千名學生，新山校區约有七千名学生，古來分校約四千名學生。溝通媒介以华文为主要教学媒介语。

### 国民中学
- 太子城国中（SMK Bandar Putra Kulai）
- 太子城国中二（SMK Bandar Putra Kulai 2）
- 优美城国中（SMK Indahpura）
- 大古来国中（SMK Kulai Besar）
- 文西阿都拉国中（SMK Munsyi Abdullah）
- 士乃国中（SMK Senai）
- 苏丹依布拉欣国中（SMK Sultan Ibrahim）
- 哥打城国中（SMK Taman Kota Kulai）
- 公主城国中（SMK Taman Putri Kulai）
- 东姑阿都拉曼国中（SMK Tunku Abdul Rahman Putra）

### 私立中学
- Seri Oliven Private & International School
- Seri Omega Private & International School

### 大学学院

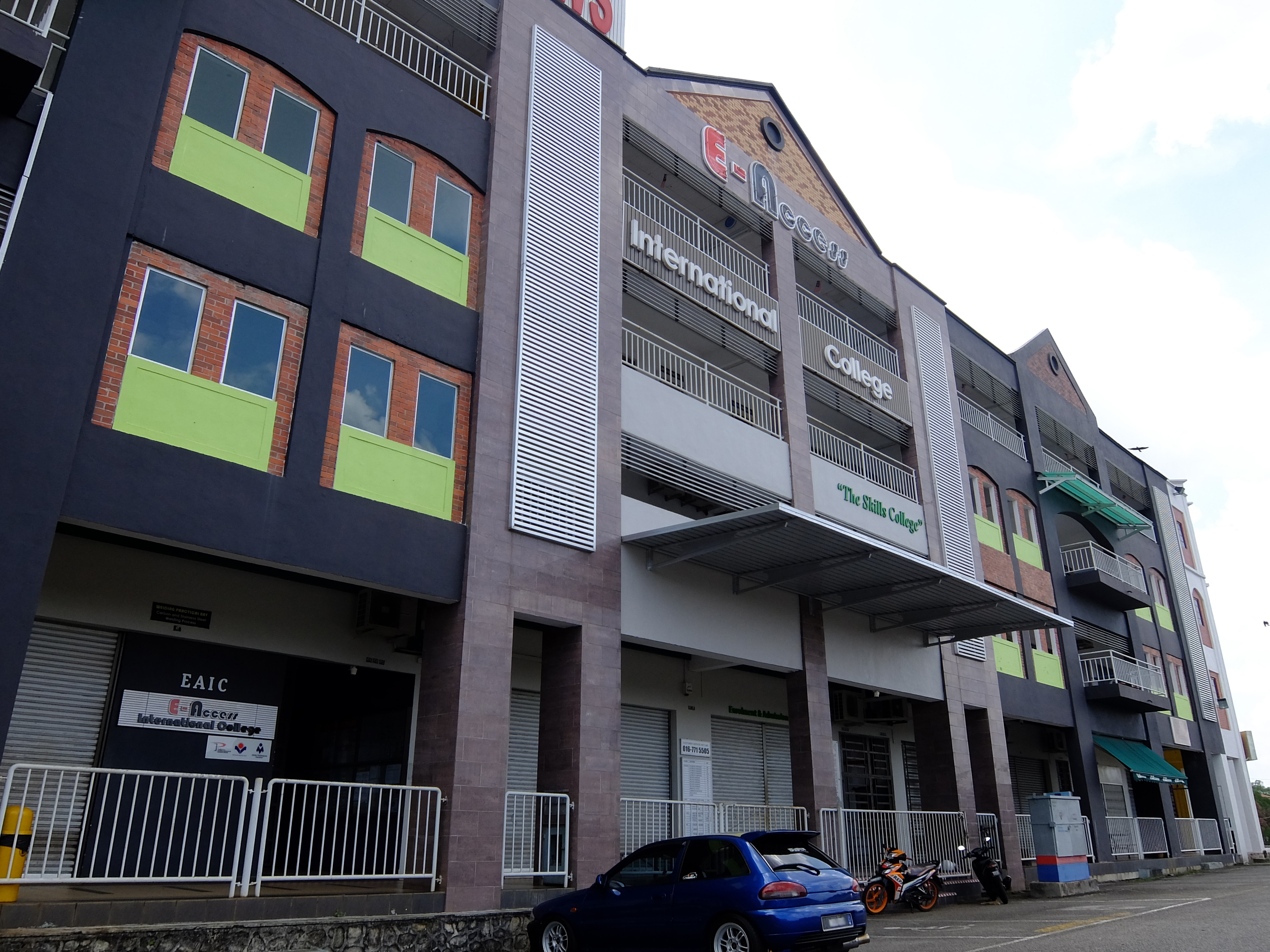
E-Access International College

- E-Access International College

## 体育

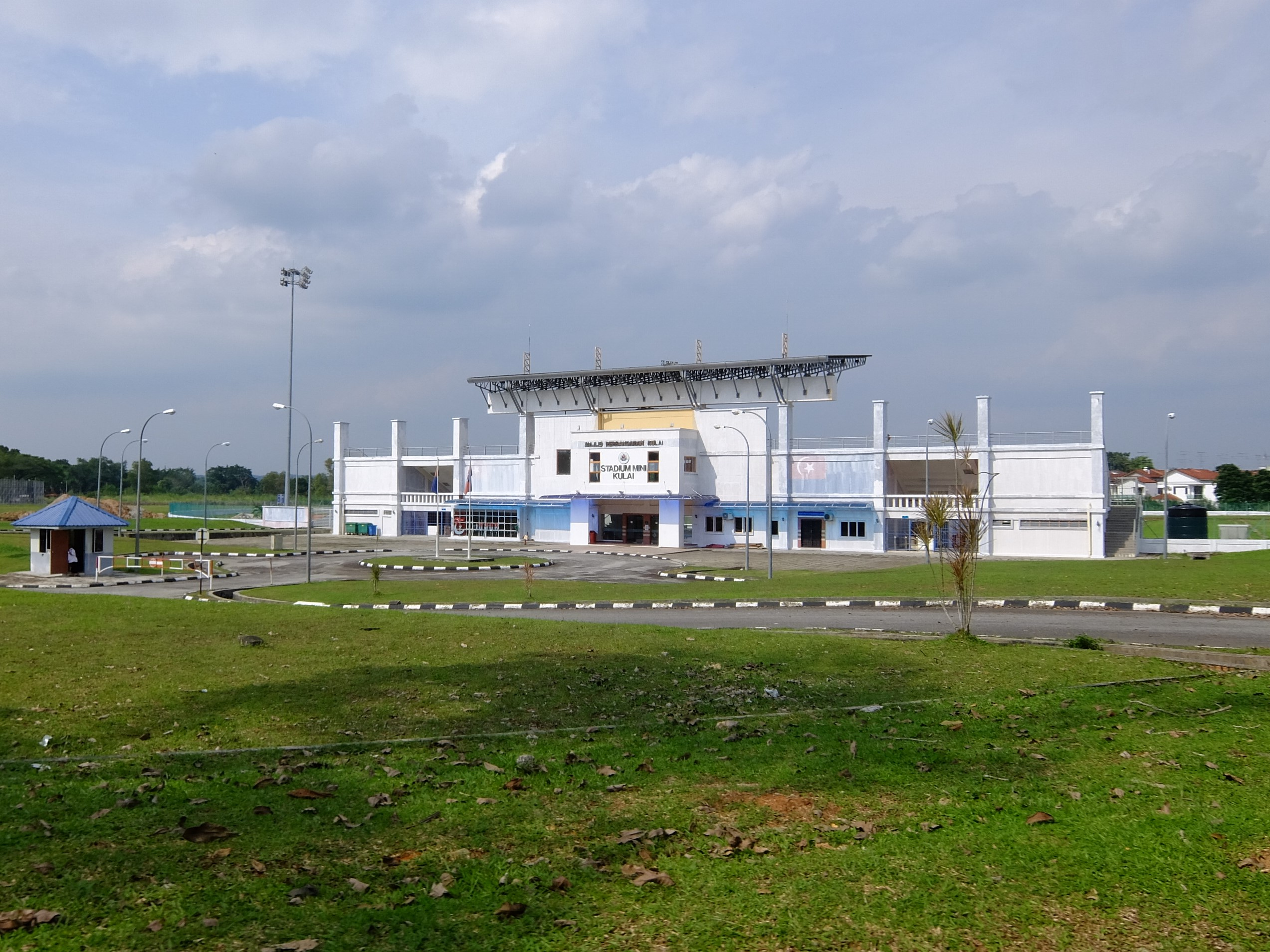
古来迷你体育场

古来的首座体育场位于古来市公主城，于2009年开幕。